# Eritreische Fußballnationalmannschaft (U-23-Männer)
Die eritreische U-23-Fußballnationalmannschaft ist eine Auswahlmannschaft eritreischer Fußballspieler, die der Eritrean National Football Federation unterliegt. Sie repräsentiert den Verband bei internationalen Freundschaftsspielen wie auch von 1991 bis 2015 bei den Afrikaspielen und seit 2011 beim U-23-Afrika-Cup, welcher über die Teilnahme an den Olympischen Sommerspielen entscheidet.

## Geschichte

### Afrikaspiele
Die erste bekannte Teilnahme an der Qualifikation für die Afrikaspiele ab der Ausgabe 1991 war zu den Spielen im Jahr 1999, wo man für eine Partie in der ersten Runde gegen den Sudan gezogen wurde. Hier gewann man durch Nichtantritt des Gegners aber kampflos. In der zweiten Runde setze sich das Team dann nach dem am Ende nötig gewordenen Elfmeterschießen mit einem 4:1 über den haushohen Favoriten Ägypten hinweg. Mit einer 3:4-Niederlage gegen Uganda scheiterte die Mannschaft in der letzten Runde dann aber sich für die Endrunde zu qualifizieren.
Danach nahm man lange nicht mehr an der Qualifikation teil und meldete erst wieder für die zu den Spielen 2011, dort trat man zu dem Spiel gegen Kenia jedoch gar nicht erst an.  Danach nahm man an der Qualifikation für die Spiele 2015 wieder nicht teil. Seit den Spielen 2019 ist es die Aufgabe der U-20 sich für den Wettbewerb zu qualifizieren.

### U-23-Afrika-Cup
Bisher hat die Mannschaft noch an keiner Qualifikation für den Afrika-Cup teilgenommen.

## Ergebnisse bei Turnieren
| Jahr | Platzierung        |
| ---- | ------------------ |
| 1991 | nicht teilgenommen |
| 1995 | nicht teilgenommen |
| 1999 | nicht qualifiziert |
| 2003 | nicht teilgenommen |
| 2007 | nicht teilgenommen |
| 2011 | nicht qualifiziert |
| 2015 | nicht qualifiziert |

| Jahr | Platzierung        |
| ---- | ------------------ |
| 2011 | nicht teilgenommen |
| 2015 | nicht teilgenommen |
| 2019 | nicht teilgenommen |
| 2023 | nicht teilgenommen |